# Bedro
Bedro ili but, butina dio je ljudskog tijela između zdjelice i koljena. Sastoji se od bedrene kosti i brojnih mišića. To je uparen dio tijela (na obje noge po jedno je bedro).
Bedra kroz arterije opskrbljuju krvlju donje udove. Na bedrene krvne žile nastavljaju se krvne žile koljena. 
Na butnu kost se pripajaju brojni mišići. U prednjem dijelu bedra nalaze se: četveroglavi bedreni mišić i krojački mišić. Nutarnji bedreni mišići su: grebenski mišić, kratki mišić primicač, dugački mišić primicač, veliki mišić primicač i vitki mišić. U zadnjem dijelu bedra nalaze se: polutetivni mišić, poluopnasti mišić i dvoglavi bedreni mišić.
Između mišića prolaze probojne grane duboke bedrene arterije i ishijadični živac koji oživčava sve mišiće tog dijela tijela.